# Comic Yuri Hime
Il Comic Yuri Hime (コミック百合姫?, Comikku Yuri Hime) è una rivista di manga yuri giapponese pubblicato con cadenza trimestrale a partire dal luglio 2005 dalla casa editrice giapponese Ichijinsha e giunto al suo undicesimo volume.
A tutti gli effetti, Yuri Hime è il successore di Yuri Shimai, rivista precedentemente pubblicata dalla casa editrice Sun Magazine e alla quale è legata da un'evidente e voluta continuità tanto stilistica quanto tematica. Infatti, entrambe le riviste sono caratterizzate da manga che presentano storie a tematica omosessuale femminile (yuri) e vedono la partecipazione degli stessi mangaka.
Il Comic Yuri Hime è stato sempre supportato finanziariamente dal Monthly Comic Zero Sum, fino all'inizio del 2008. Per celebrare ciò, l'undicesima uscita del Comic Yuri Hime, in vendita il 18 gennaio 2008, ha incluso un extra chiamato Petit Yuri Hime, una collaborazione di artisti del Comic Yuri Hime, del Comic Yuri Hime S e del Comic Yuri Hime: Wildrose.
Il 70% dei lettori è di genere femminile. Il Comic Yuri Hime S è la rivista sorella del Comic Yuri Hime, nonostante punti maggiormente ad un pubblico maschile.

## Manga pubblicati
- Hayase Hashiba
  - Simoun (conosciuto soprattutto per la versione animata, considerata dai fan il pilastro del genere yuri assieme a Strawberry Panic)
- Hiyori Otsu
  - Clover
  - Mizuiro Cinema
- Naoko Kodama
  - Netsuzō trap - NTR
- Merryhachi
  - Love To-Lie-Angle
- Milk Morinaga
  - Kuchibiru Tameiki Sakurairo
- Miyabi Fujieda
  - Kotonoha no miko to kotodama no majo to
  - Ameiro kōchakan kandan
- Mizuo Shinonome
  - First Love Sisters
- Namori
  - YuruYuri
- Nawoko
  - Voiceful
- Nene Jounouchi
  - Apple Day Dream
- Nika Saida
  - Cirque Arachne
- Shizuru Hayashiya
  - Strawberry Shake Sweet (conosciuto precedentemente come Strawberry Shake)
- Sunao Minakata
  - Nanami and Misuzu
- Saburouta
  - Citrus
- Taishi Zaō e Eiki Eiki
  - Haru Natsu Aki Fuyu
  - Beginner's Luck
  - Chocolate Kiss Kiss
  - First Kiss
  - Shortcut
  - Tiger Lily
- Shuninta Amano
  - Philosophia
- Eku Takeshima
  - Whisper Me a Love Song
- Inori e Aonoshimo
  - I'm in Love with the Villainess